# آيت عيسى أوملوك (آيت مالك)
آيت عيسى أوملوك هو دُوَّار يقع بجماعة آيت مالك، إقليم الخميسات، جهة الرباط سلا القنيطرة في المملكة المغربية. ينتمي الدوّار لمشيخة آيت مالك التي تضم 5 دواوير. يقدر عدد سكانه بـ 826 نسمة حسب الإحصاء الرسمي للسكان والسكنى لسنة 2004.

## وصلات خارجية
- البوابة الوطنية للجماعات الترابية
- المندوبية السامية للتخطيط